# Тема (фільм)
«Тема» — радянський художній драматичний фільм 1979 року режисера Гліба Панфілова. Головну роль виконує Михайло Ульянов. Через цензурні перепони авторський варіант фільму був випущений тільки в 1986 році. Цим і пояснюється той факт, що головного призу Берлінського кінофестивалю «Золотого ведмедя» він був удостоєний тільки в 1987 році.

## Сюжет
Популярний драматург Кім Єсенін приїжджає з коханкою і другом на власній «Волзі» в Суздаль, в пошуках історичної теми для нової п'єси, внутрішньо страждаючи від власної заангажованості і переживаючи духовну кризу. У Суздалі він потрапляє в сім'ю старої вчительки Марії Олександрівни з колишніми, традиційними поняттями про моральність і честь. Кім намагається здобути прихильність мистецтвознавця і екскурсовода місцевого музею Саші, учениці Марії Олександрівни, але та прямо говорить йому про безталанність і аморальность його п'єс. Саша пише книгу про місцевого поета Чижикова, прообразом якого був палехський поет. Пізніше Кім Єсенін опиняється таємним свідком прощальної розмови Саші з її коханим — «Бородатим». «Бородатий», розчарований учений і письменник, збирається емігрувати в США. Єсенін намагається вночі виїхати в Москву, але на півдорозі передумує, розгортається і на слизькій дорозі розбиває машину. У фінальній сцені, сильно поранений, він добирається до телефонної будки і дзвонить Саші. Так і не встигаючи сказати їй нічого путнього, Єсенін непритомніє. Проїжджаючий повз молодший лейтенант Синіцин переносить його в мотоцикл з коляскою — цим кадром картина закінчується. Подальша доля Єсеніна невідома.

## У ролях
- Михайло Ульянов —  Кім Олексійович Єсенін
- Інна Чурікова —  Саша Ніколаєва
- Євген Весник —  Ігор Іванович Пащин
- Євгенія Нечаєва —  Марія Олександрівна
- Сергій Никоненко —  молодший лейтенант Юрій Синіцин
- Наталія Селезньова —  Світлана
- Станіслав Любшин —  Андрій

## Знімальна група
- Автори сценарію: Гліб Панфілов і  Олександр Червінський
- Режисер-постановник: Гліб Панфілов
- Оператор-постановник: Леонід Калашников
- Художник-постановник:  Марксен Гаухман-Свердлов
- Композитор:  Вадим Біберган